# Phallus calongei
A Phallus calongei é uma espécie de cogumelo fétido, comumente chamados na língua inglesa de stinkhorn. Encontrada no Paquistão, ela foi descrita como nova para a ciência em 2009. Começando como um "ovo", o basidioma totalmente expandido consiste em um único estipe grosso com um píleo no ápice e coberto com uma gleba verde-oliva contendo esporos viscosos. Ele se distingue de outras espécies semelhantes de Phallus por uma combinação de características, incluindo um píleo rosado e sulcado (semelhante a uma rede) e um estipe afunilado em ambas as extremidades. A comestibilidade do cogumelo é desconhecida.

## Taxonomia
A Phallus calongei foi descoberta em 16 de junho de 2008, próximo ao córrego Khanspur, em Khyber Pakhtunkhwa, no Paquistão. Ela foi descrita como nova para a ciência em uma publicação de 2009 da Mycotaxon. O epíteto específico calongei homenageia o micologista espanhol Francisco D. Calonge, que escreveu extensivamente sobre os Gasteromycetes e que publicou ou co-publicou três espécies de Phallus: P. atrovolvatus (Kreisel e Calonge), P. maderensis (Calonge) e P. minusculus (Kreisel e Calonge). A P. calongei é uma das quatro espécies de Phallus conhecidas no Paquistão, sendo as outras P. celebicus, P. impudicus e P. rubicundus.
De acordo com o esquema de classificação infragenérica proposto pelo micologista alemão Hanns Kreisel em 1996, a Phallus calongei pertence ao subgênero Phallus, seção Flavophallus do gênero Phallus. Outras espécies dessa seção incluem P. flavocostatus, P. tenuis, P. formanosus, P. calichrous, P. multicolor e P. cinnabarinus. Várias características diferenciam a P. calongei dessas espécies, incluindo: uma volva branca não desenvolvida, um estipe afunilado em ambas as extremidades, uma superfície do píleo profundamente sulcada e reticulada com cristas rosadas e nenhum indúsio (uma "saia" rendada pendurada no píleo, presente em algumas espécies de Phallus).

## Descrição
Como membro do gênero Phallus, o formato dos cogumelos P. calongei apresenta a forma geral de um falo com um único estipe oco alongado coberto por um píleo bulboso no topo. Os basidiomas da P. calongei começam parecendo "ovos" esbranquiçados, com um exoperídio membranoso (camada de tecido externa) e um endoperídio gelatinoso e translúcido (camada de tecido interna). O exoperídio permanece na base do basidioma como uma volva branca fina, membranosa e subdesenvolvida.
O basidioma totalmente expandido consiste em um estipe grosso com um píleo sulcado e reticulado preso ao ápice; o píleo é coberto por uma gleba viscosa verde-oliva. O basidioma pode atingir até 24 cm de altura e 3 cm de espessura; é esbranquiçado, ligeiramente afunilado em ambas as extremidades, e tem uma parede que consiste em camadas de câmaras perfuradas. O píleo pode ter até 7 cm de altura e 4 cm de espessura; tem formato de sino a cônico-truncado, com uma superfície sulcada. À medida que a gleba se dissipa, a superfície do píleo se torna fortemente reticulada, formando uma rede de cristas rosadas elevadas. A ponta do píleo é truncada, com uma superfície deprimida e esburacada. A gleba é verde-oliva, fétida e deliquescente (liquefaz-se à medida que os esporos amadurecem).
Os esporos são elipsoides, lisos e hialinos (translúcidos), e medem de 3,5 a 4,5 por 1,5 a 2,0 μm. A comestibilidade do cogumelo não foi determinada.

### Espécies semelhantes
A única outra espécie de Phallus conhecida com um píleo rosado é a P. rubicundus; mas seu píleo cônico tem uma superfície enrugada, não reticulada. Outras espécies semelhantes incluem P. hadriani, que tem uma volva roxa, P. macrosporus, que tem uma volva avermelhada, e P. formanosus, que tem estipe e volva rosa pálido.

## Habitat e distribuição
O cogumelo P. calongei é conhecido apenas da localidade-tipo no Paquistão, onde foi encontrado crescendo no solo a 2.575 metros acima do nível do mar. Todas as espécies de Phallus são conhecidas por serem saprófitas, alimentando-se de matéria orgânica morta e em decomposição.